# Vadnai Dániel
Vadnai Dániel (Budapest, 1988. február 19. –) magyar labdarúgó, kétszeres bajnok.

## Pályafutása

### Debrecen
Nevelő egyesületei Soroksár, majd Goldball '94 FC. A ballábas játékos 2013. augusztus 16-án négyéves szerződést írt alá a Debreceni VSC-hez. Előtte profi karrierje során csak az MTK-ban futballozott. Szüksége volt azonban új impulzusokra, ezért mindenképpen váltani szeretett volna. Elsősorban külföldi csapatban gondolkodott, de végül ez nem jött össze. Több poszton is bevethető, a védelem bal oldalán, illetve a középpályán is szokott futballozni.
2014. április 12-én az MTK Budapest elleni mérkőzésen megszerezte első NB I-es gólját debreceni színekben.

## Sikerei, díjai

### Klubcsapatokban
MTK Budapest FC
- Magyar bajnok (1): 2007–08

 Debreceni VSC
- Magyar bajnok (1): 2013–14

 Mezőkövesd
- Magyar Kupa ezüstérmes (1): 2020